# Archidiecezja Ciudad Bolívar
Archidiecezja Ciudad Bolívar (łac. Archidioecesis Civitatis Bolivarensis) – archidiecezja Kościoła rzymskokatolickiego w Wenezueli. Należy do metropolii Ciudad Bolívar. Została erygowana 20 maja 1790 roku jako diecezja św. Tomasza w Gujanie a w 1953 nazwa diecezji została zmieniona na Ciudad Bolívar, zaś w 1958 roku została podniesiona do rangi archidiecezji.

## Główne świątynie
- Archikatedra: Archikatedra św. Tomasza w Ciudad Bolívar

## Biskupi diecezjalni

### Biskupi diecezji św. Tomasza
- Francisco de Ibarra y Herrera (1791–1798)
- José Antonio García Mohedano (1800–1804)
- José Cabello Bentura (1809–1819)
- Mariano Talavera y Garcés (1828–1842)
- Mariano Fernández Fortique (1841–1854)
- José Manuel Arroyo Niño (1856–1884)
- Manuel Felipe Rodríguez Delgado (1885–1887)
- Antonio María Durán (1891–1917)
- Sixto Sosa Díaz (1918–1923)
- Miguel Antonio Mejía (1923–1947)
- Juan José Bernal Ortiz (1949–1953)

### Biskupi Ciudad Bolívar
- Juan José Bernal Ortiz (2 stycznia 1953 – 21 czerwca 1958)

### Arcybiskupi Ciudad Bolívar
- Juan José Bernal  Ortiz (1958–1965)
- Crisanto Darío Mata Cova (1966–1986)
- Medardo Luis Luzardo Romero (1986–2011)
- Ulises Antonio Gutiérrez Reyes OdeM (od 2011)